# Observatório Real da Bélgica

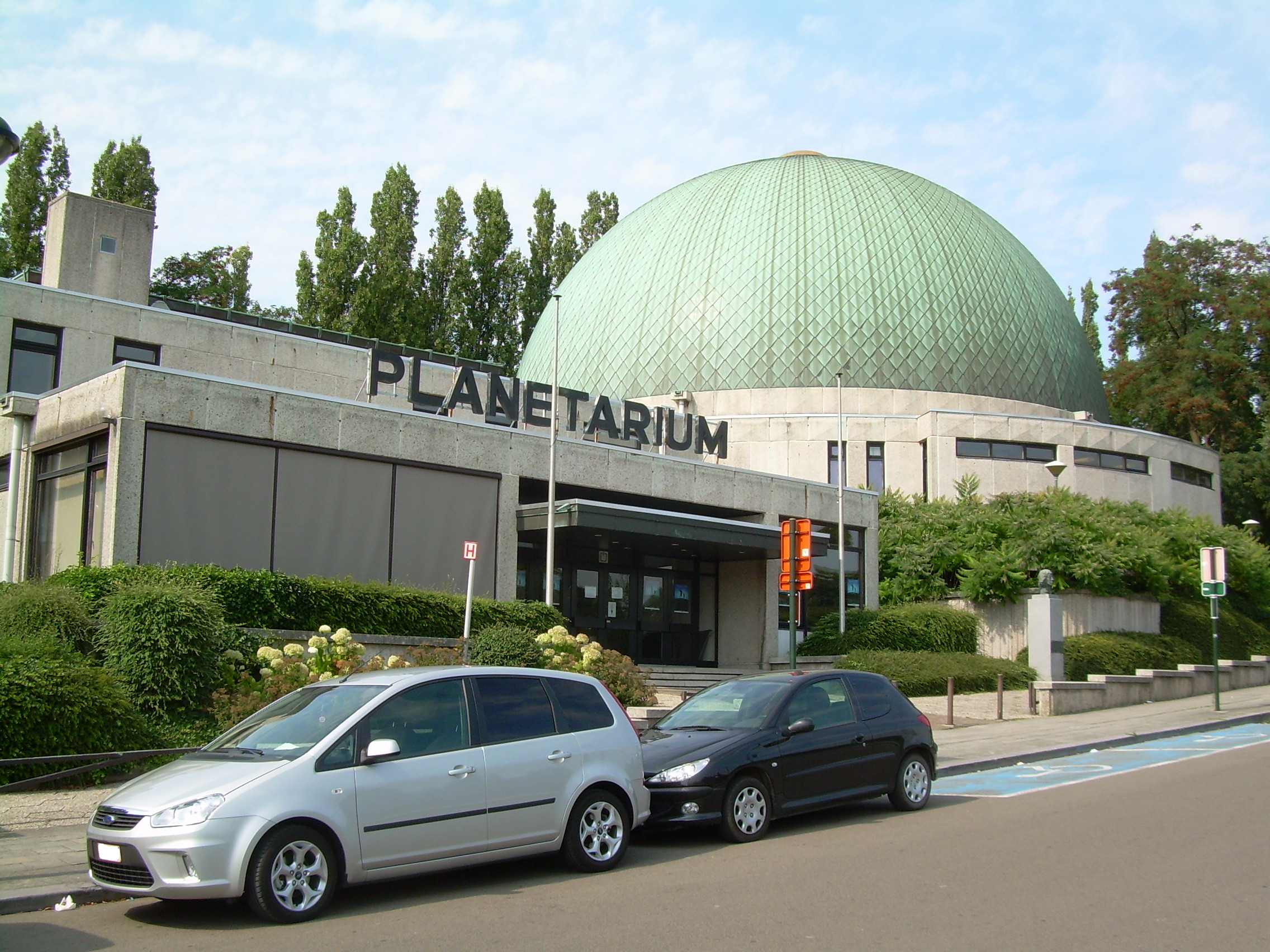
Planetário do Observatório Real da Bélgica

O Observatório Real da Bélgica (oficialmente conhecido em francês como Observatoire Royal de Belgique, e em neerlandês como Koninklijke Sterrenwacht van België) está localizado na cidade de Uccle desde 1890, embora tenha sido originalmente fundado no ano de 1834. Tem um refletor Zeiss de 100 cm de diâmetro de abertura. É um dos maiores telescópios do mundo. No observatório também há muitos outros instrumentos, como um astrógrafo, bem como uma gama de equipamentos sismográficos, (que são iguais aos usados para a deteção de sismos).
Outras principais Atividades do Observatório
- Sistemas de referência Geodinâmico
- Astrometria dinâmica dos corpos celestes
- Astrofísica
- Física Solar

## História
O Observatório Real foi inaugurado por Adolphe Quetelet em 1828, mas a sua operacionalidade só começou em 1834. Em 1890 as instalações foram movidas para a cidade de Uccle. Naqueles dias era bastante comum mover as instalações de um lugar para outro. Durante a guerra o Observatório sofreu alguns danos, mas foi reparado, recebendo novos equipamentos.
Desde 1981 a instituição conhecida como ''Sunspot Index Data center'', internacionalmente conhecido como um centro de dados e referências astronômicas.
O asteroide 1276 Ucclia foi nomeado em homenagem à cidade e ao observatório.
O planetário está localizado na cidade de Heysel, no norte da região de Bruxelas.
Balduíno da Bélgica foi um astrônomo amador, e tinha muito interesse no Observatório real. Depois de sua morte, uma estátua em sua homenagem foi colocada na entrada do observatório.

## Arte e conferências
Nos últimos anos, no Planetário de Bruxelas, foram realizadas numerosas conferências sobre diversos temas: física, matemática, astrologia, etc.
Em 21 de janeiro de 2016, San Damon foi o primeiro e único artista visual a apresentar uma primeira exposição-projeção mundial em um planetário. Isto consistiu em projetar 178 de suas obras fotográficas oniroscópicas sobre o tema de Nova York na cúpula da arena do teatro do planetário de Bruxelas. Ele também compôs uma "Simforapsódia Oniroscópica" em quinze movimentos em linha com as fotos apresentadas naquela noite.